# كريستيان هاسي
كريستيان هاسي هو سياسي ألماني، ولد في 6 مايو 1966 في هوكستر في ألمانيا. نشط حزبياً في الاتحاد الديمقراطي المسيحي. في الانتخابات الفيدرالية الألمانية 2017، انتخب عضو في البوندستاغ الألماني عن دائرة Höxter – Gütersloh III – Lippe II ‏ وقد انضم خلال البوندستاغ الألماني التاسع عشر (24 أكتوبر 2017 – ) للكتلة البرلمانية الكتلة البرلمانية لائتلاف الاتحاد الديمقراطي المسيحي / الاتحاد الاجتماعي المسيحي في البوندستاغ ‏ وانتخب عمدة وانتخب عضو في البوندستاغ الألماني عن دائرة Höxter – Gütersloh III – Lippe II ‏ خلال فترته النيابية ‏ (22 أكتوبر 2013 – 24 أكتوبر 2017).

## وصلات خارجية
- الموقع الرسمي